# Línea Tokyu Tamagawa
La línea Tokyu Tamagawa (東急多摩川線 Tōkyū-Tamagawa-sen?) de Tokyu une la estación de Tamagawa con la estación de Kamata en el barrio especial de Ota, Tokio. Las siglas de esta línea son TM.

## Historia
En 1923, Ferrocarriles Meguro-Kamata inaugura la línea Meguro entre Meguro y Numabe. Al ampliarse el servicio hasta Kamata, pasa a llamarse Línea Mekama. En el año 2000, esta línea sufre una reconfiguración y se separa en dos servicios: la línea Meguro (Meguro-Tamgawa) y la línea Tamagawa (Tamagawa-Kamata).

## Material móvil
Esta línea emplea el mismo modelo de trenes que la línea Ikegami y comparte su mismo depósito de Yukigaya.

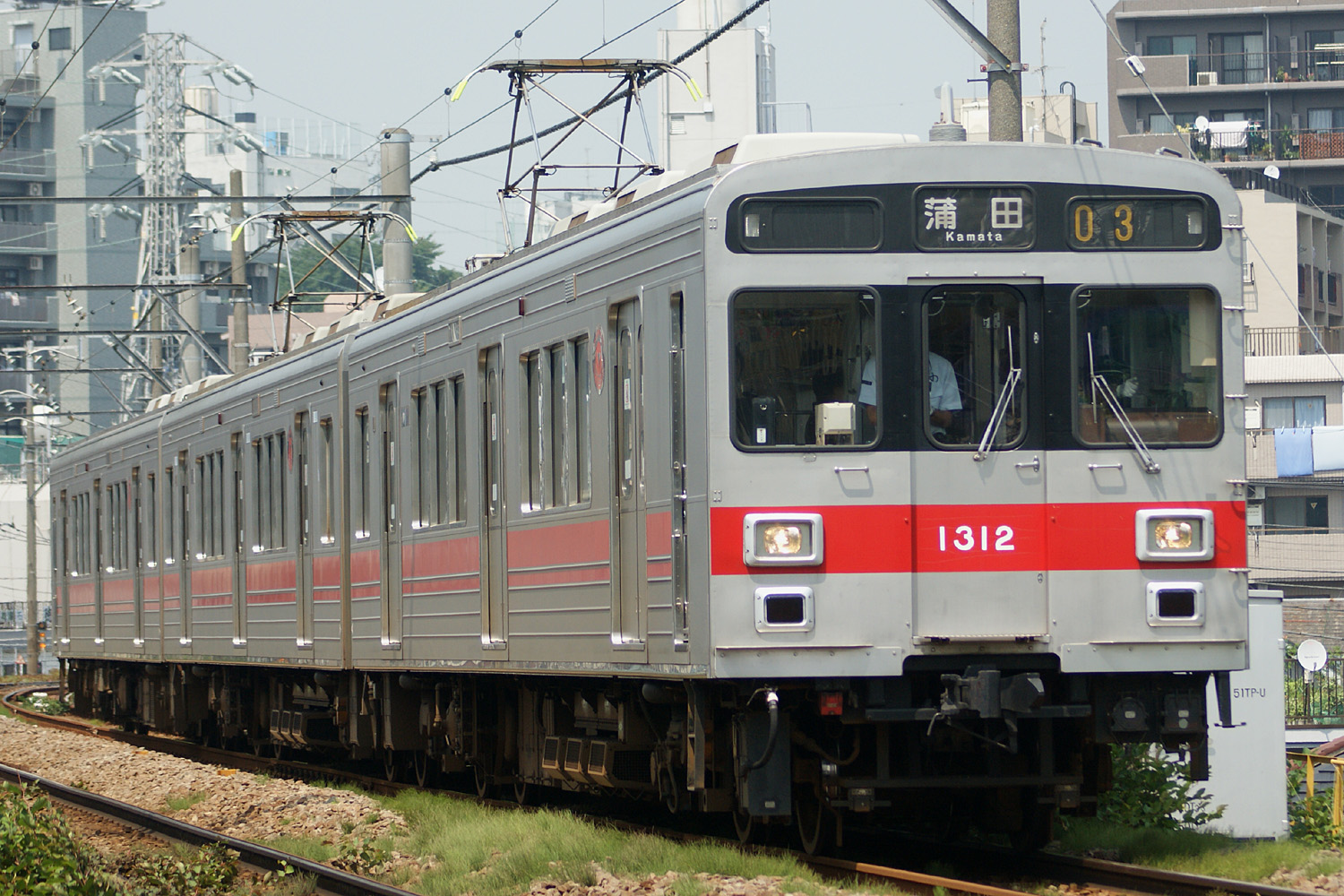
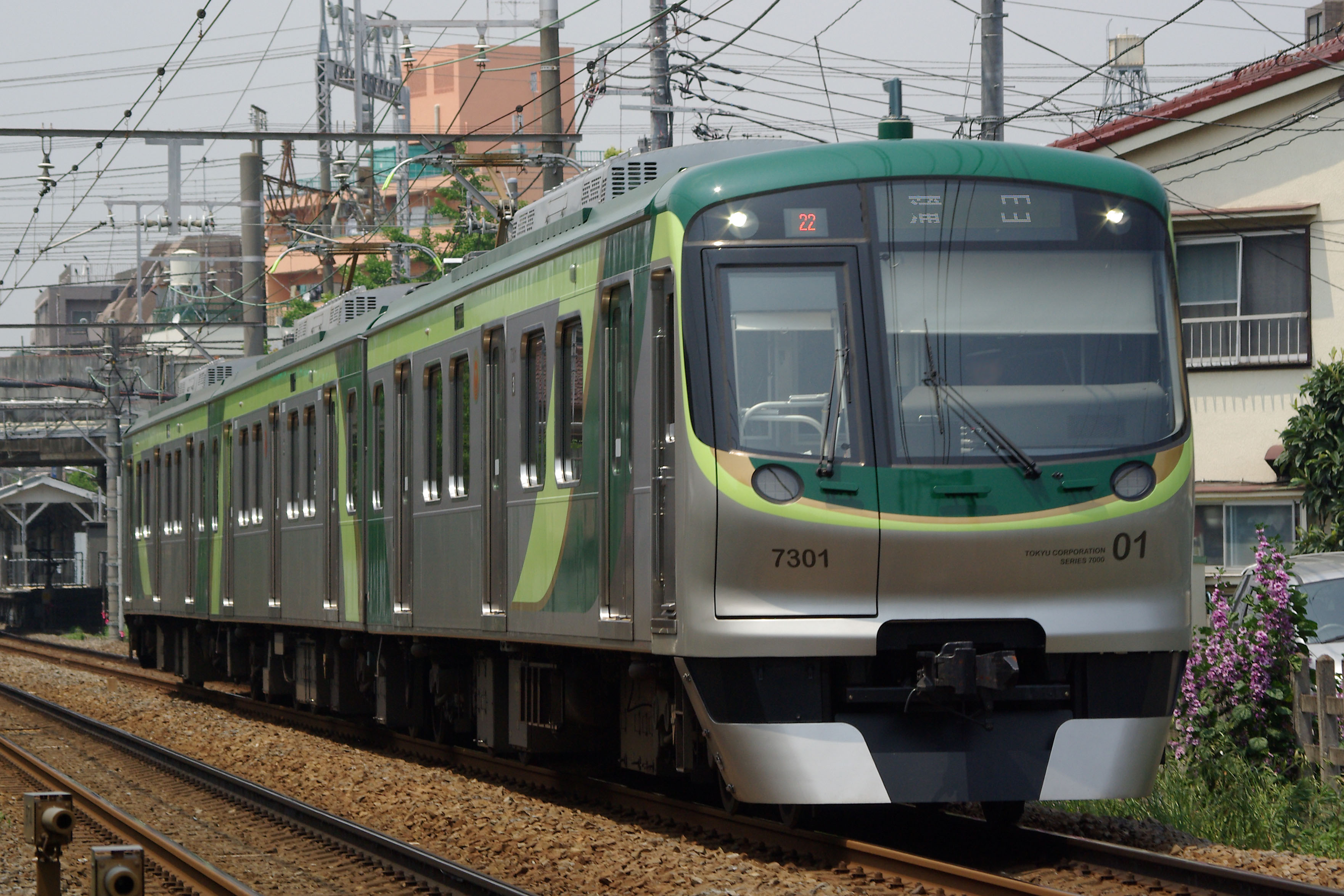

Trenes actuales
- Serie 1000
- Serie 7000

### Material empleado en el pasado

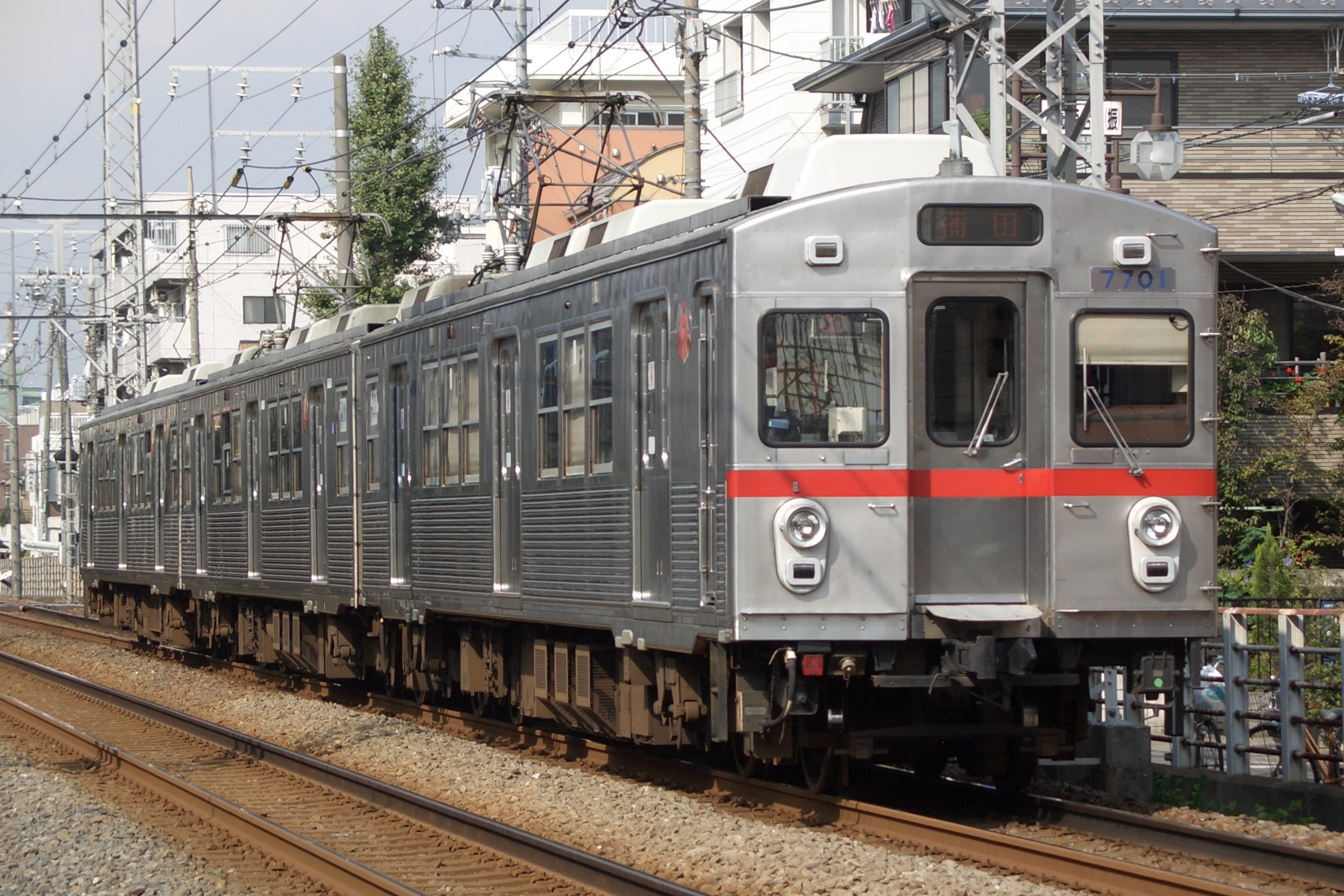
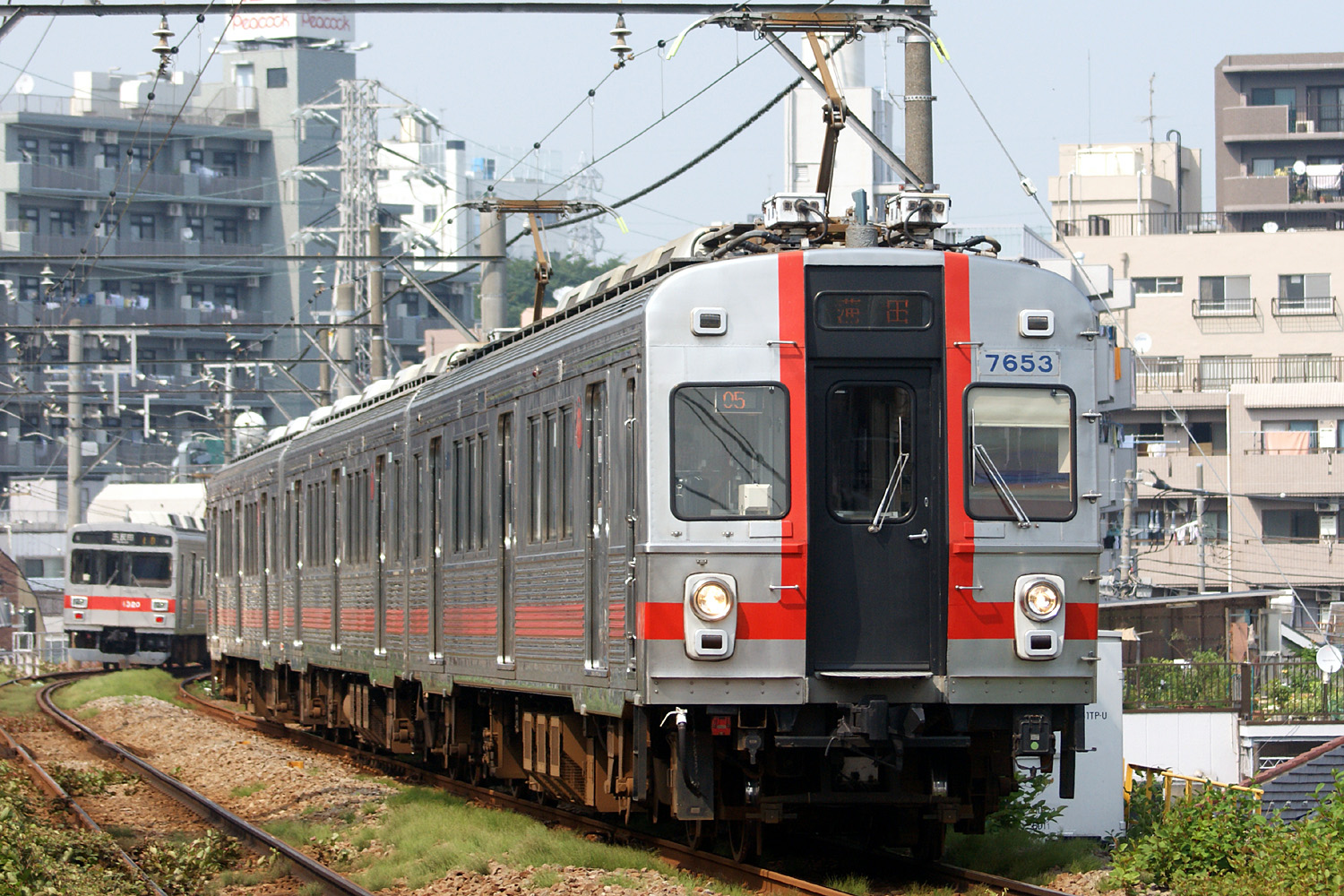

- Serie 7700 (hasta 2018)
- Serie 7600 (hasta 2015)

## Estaciones
| Código | Estación           | Correspondencia | Barrio |
| ------ | ------------------ | --------------- | ------ |
| TM01   | Tamagawa           |                 | Ota    |
| TM02   | Numabe             |                 | Ota    |
| TM03   | Unoki              |                 | Ota    |
| TM04   | Shimomaruko        |                 | Ota    |
| TM05   | Musashi-nitta      |                 | Ota    |
| TM06   | Yaguchi-no-watashi |                 | Ota    |
| TM07   | Kamata             |                 | Ota    |